# Социальные выплаты
Социа́льные вы́платы (вы́платы социа́льного хара́ктера) — выплаты работнику, не зависящие от количества и качества труда, и не являющиеся стимулирующими или компенсационными, входят в социальный пакет.

## Определение
По мнению ряда экспертов, к выплатам социального характера относятся денежные средства, направленные работникам в качестве социальных льгот (на лечение, отдых, проезд, трудоустройство), не являются стимулирующими или компенсационными, не зависят от квалификации работников, сложности, качества, количества, условий выполнения самой работы, не являются оплатой труда работников (вознаграждением за труд) согласно статье 129 ТК РФ и по Постановлению Президиума ВАС РФ от 14.05.2013 N 17744/12. Социальные выплаты предусматриваются коллективным договором, трудовым соглашением или локальным нормативным актом.

## Виды социальных выплат
Выплаты социального характера разделяются на:
- обязательные, предусмотренные законодательством РФ (суммы, начисленные при увольнении работникам на период трудоустройства в связи с ликвидацией организации, сокращением численности или штата работников (ст. 178 ТК РФ); компенсация работникам морального вреда, определяемая судом, за счет средств организации (ст. 237 ТК РФ); компенсация при расторжении трудового договора с руководителем организации, его заместителями и главным бухгалтером в связи со сменой собственника имущества организации (ст. 181 ТК РФ); оплата стоимости проезда и провоза багажа к месту использования отпуска и обратно лиц, работающих в районах Крайнего Севера и приравненных к ним местностях, и членов их семей (ст. 325 ТК РФ)).
- необязательные, устанавливаются работодателем самостоятельно и выплачиваются за его счет, прописываются в Коллективном договоре (материальная помощь, выплачиваемая работникам по семейным обстоятельствам; выходное пособие при расторжении трудового договора (в том числе денежная компенсация по соглашению сторон); единовременные пособия при выходе на пенсию, единовременные пособия увольняемым работникам; доплаты (надбавки) к пенсиям работающим пенсионерам за счет средств организации; оплата путевок (компенсации) работникам и членам их семей на лечение, отдых, экскурсии, путешествия; оплата подписки на газеты, журналы, оплата услуг связи в личных целях; оплата стоимости проездных документов; доплаты между средней заработной платой и пособием по временной нетрудоспособности[4].

## Социальные выплаты в Российской Федерации
Трудовой кодекс РФ не содержит перечня выплат социального характера. Однако, согласно п. 3 «Положения об особенностях порядка исчисления средней заработной платы», к выплатам социального характера относятся материальная помощь, оплата стоимости питания, проезда, обучения, коммунальных услуг, отдыха и другие.
С 2000 по 2002 год согласно «Инструкции о составе фонда заработной платы и выплат социального характера» (утвержденной Постановлением Госкомстата России от 24 ноября 2000 г. N 116, но отменённой Письмом Минюста РФ от 10.09.2002 N 07/8505-ЮД) к выплатам социального характера относились:
- выплаты работникам социальных льгот (на лечение, отдых, проезд, трудоустройство (без пособий из государственных социальных внебюджетных фондов);
- единовременные пособия (выплаты, вознаграждения) при выходе на пенсию, доплаты к пенсиям работающим пенсионерам за счет средств организации;
- страховые платежи (взносы), уплачиваемые организацией по договорам личного, имущественного и иного добровольного страхования в пользу работников (кроме обязательного государственного личного страхования);
- страховые платежи (взносы), уплачиваемые организацией по договорам добровольного медицинского страхования работников и членов их семей;
- расходы по оплате учреждениям здравоохранения услуг, оказываемых работникам, оплата путевок работникам и членам их семей на лечение, отдых, экскурсии, путешествия (кроме выданных за счет средств государственных социальных внебюджетных фондов);
- оплата абонементов в группы здоровья, занятий в спортивных секциях, оплата расходов по протезированию и другие подобные расходы;
- оплата подписки на газеты, журналы;
- оплата услуг связи в личных целях;
- возмещение платы работников за содержание детей в дошкольных учреждениях;
- стоимость подарков и билетов на зрелищные мероприятия детям работников за счет средств организации;
- оплата стоимости проездных документов к месту работы и обратно и т. п.

### Состав социальных выплат
Согласно п. 88 «Указаний по заполнению форм федерального статистического наблюдения» к выплатам социального характера относят суммы средств, связанные с предоставлением работникам социальных льгот, в частности, на лечение, отдых, проезд, трудоустройство (без пособий из государственных внебюджетных фондов):
1) выходное пособие при расторжении трудового договора (в том числе денежная компенсация по соглашению сторон), выходное пособие в случае прекращения трудового договора, вследствие нарушения правил заключения трудового договора не по вине работника;
2) суммы, начисленные при увольнении работникам на период трудоустройства в связи с ликвидацией организации, сокращением численности или штата работников;
3) дополнительная компенсация работникам при расторжении трудового договора без предупреждения об увольнении за два месяца при ликвидации организации, сокращении численности или штата работников; компенсация при расторжении трудового договора в связи со сменой собственника организации и тому подобное;
4) единовременные пособия (выплаты, вознаграждения) при выходе на пенсию, единовременные пособия увольняемым работникам;
5) доплаты (надбавки) к пенсиям работающим пенсионерам за счет средств организации;
6) страховые премии (страховые взносы), уплаченные организацией по договорам личного, имущественного и иного добровольного страхования в пользу работников (кроме обязательного государственного страхования работников);
7) страховые премии (страховые взносы), уплаченные организацией по договорам добровольного медицинского страхования работников и членов их семей;
8) расходы по оплате учреждениям здравоохранения услуг, оказываемых работникам (кроме расходов на обязательные медицинские осмотры, обследования);
9) оплата путевок (компенсации) работникам и членам их семей на курортно-санаторное лечение, отдых, экскурсии, путешествия (кроме выданных за счет средств государственных внебюджетных фондов);
10) оплата абонементов в группы здоровья, занятий в спортивных секциях, фитнес-клубах, оплата расходов по протезированию и другие подобные расходы;
11) оплата подписки на газеты, журналы, оплата услуг связи, оплата парковки в личных целях;
12) возмещение платы работников за содержание детей в дошкольных учреждениях;
13) стоимость подарков и билетов на зрелищные мероприятия детям работников за счет средств организации;
14) суммы, выплаченные за счет средств организации, в возмещение вреда, причиненного работникам увечьем, профессиональным заболеванием, либо иным повреждением их здоровья;
15) компенсация работникам морального вреда, определяемая соглашением сторон трудового договора или судом, за счет средств организации;
16) оплата стоимости проездных документов;
17) оплата (полностью или частично) стоимости проезда работников и членов их семей;
18) оплата стоимости проезда работников и членов их семей к месту отдыха и обратно, включая оплату стоимости проезда и провоза багажа к месту использования отпуска и обратно лиц, работающих в районах Крайнего Севера и приравненных к ним местностях, и членам их семей (отражается после окончательного расчета с работником);
19) материальная помощь, предоставленная отдельным работникам по семейным обстоятельствам, на медикаменты, рождение ребенка, погребение и тому подобное;
20) расходы на платное обучение работников, не связанное с производственной необходимостью, расходы на платное обучение членов семей работников;
21) компенсационная выплата лицам, находившимся в отпуске по уходу за ребенком до достижения им возраста трех лет и вышедшим на работу ранее установленного срока;
22) суммы выходных пособий, начисленных с задержкой уволенным работникам (по тому виду деятельности, где работал уволенный работник);
23) суммы материальной помощи членам профсоюза, начисленные профсоюзной организацией и показываемые в отчете профсоюзной организации;
24) суммы материальной помощи лицам несписочного состава;
25) единовременные выплаты при первом трудоустройстве специалистам государственных и муниципальных учреждений (организаций), предусмотренные законодательством субъекта Российской Федерации.

### Учёт социальных выплат
В связи с тем, что социальные выплаты не относятся к оплате труда, то для расчета среднего заработка работника они не учитываются.

## Социальные выплаты в ЕС
Согласно исследованиям, которые были проведены в 1995 году с странах-членах ЕС, 2/3 семей являются получателями социальных выплат. Во Франции социальные выплаты получают 75% семей, и 50% семей в Испании, Греции и Италии. Социальные выплаты нужны для сокращения доли семей с низким доходом в составе всего населения. К семьям с низкими доходами относятся те семьи, у которых уровень дохода ниже 50% средненационального дохода. После получения социальных выплат, число бедных семей в ЕС сократилось. В Дании этот показатель сократился с 27% до 8%. В Нидерландах он был сокращен с 26% до 11 %.
91% от социальных выплат в Греции составляют пенсии, 87% - в Италии, 73% и 72% в Португалии и Франции соответственно.
Получение социальных выплат для Швеции, Дании и Финляндии считается законным правом каждого гражданина. Получение социальных выплат не зависит от занятости или оплаты страховых взносов.